# Jean-Baptiste Dossonville
Jean-Baptiste Dubois, dit Dossonville, né à Auneau le 1er janvier 1753 et mort aux Batignolles le 10 janvier 1832, est un policier français et agent provocateur, membre de la police politique du Comité de sûreté générale de l'an II, stipendié par la Grande-Bretagne jusqu’à son arrestation et sa déportation sous le Directoire.
Employé par Lord Wyndham pour maintenir le trouble en France en inventant et révélant de fausses conspirations, il fut un infatigable agent d’influence sous la Législative et la Convention, particulièrement sous la Terreur, puis sous le Directoire. Il fut plusieurs fois emprisonné, mais de puissantes protections lui permirent d’échapper à la guillotine.

## Débuts
Il commença sa « carrière » sous l’Ancien Régime comme valet de chambre et secrétaire du comte de Salaberry, président de la Chambre des comptes, période durant laquelle il acquit des connaissances financières qui le servirent toute sa vie.
S’étant marié, il s’établit cafetier à Paris en 1786, puis il se mêla aux événements politiques de la Révolution avec des principes politiques difficiles à définir mais plus certainement sans principes autres que pêcher en eaux troubles. Il fut cité dans des affaires aussi obscures que l’ont été l’affaire dite des Chevaliers du poignard, et celle, quelques mois plus tard, de la fusillade du Champ-de-Mars où, en tant qu’officier de paix, il accompagnait le maire Bailly. Il se fit élire officier de paix de la section Bonne-Nouvelle (novembre 1791) avec traitement annuel de 3 000 livres, chargé de traquer les contrefacteurs d’assignats dans la section de Bonne Nouvelle. Il émargea ensuite, comme agent provocateur, à la contre-police de Collenot d’Angremont, lui-même secrétaire de l’administration de la garde nationale, et chargé, pour le compte des Tuileries, de mystérieuses missions en Grande-Bretagne, il fut enrôlé par le Foreign Office après le 20 juin 1792. À son retour, le 8 juillet 1792, il semblait acquis à la monarchie des Bourbons qui, malgré la déclaration de guerre et ses conséquences, croyaient pouvoir se rétablir sur un territoire intact (confiant, Louis XVI l’appelait familièrement « M. de la Loi »).

## Agent principal du Comité de sûreté générale
Le 22 août 1792, douze jours après la prise des Tuileries, Dossonville fut arrêté pour complicité avec Collenot d’Angremont, lui-même exécuté pour ses activités d’embauchage . Il plaida que s’il avait travaillé pour lui, c’était précisément pour déjouer ses manœuvres contre-révolutionnaires. Et pour preuve de sa bonne foi, il lança des accusations nouvelles contre ses employeurs de la veille, devenus témoins gênants. Les jurés déclarèrent qu’« II est constant qu’il a été formé à Paris, dans les premiers jours d’août, présent mois, un complot d’embauchage ou levée d’hommes soldés, étranger aux autorités constituées, pour exécuter la conspiration qui a éclaté le 10, et allumer la guerre civile, en armant les citoyens contre les citoyens ; que le sieur Dossonville est convaincu d’avoir trempé dans ledit complot, mais qu’il n’est point convaincu de l’avoir fait à dessein de nuire. » Lorsque M. le président annonça à Dossonville qu’il était acquitté de l’accusation; que, conformément à la loi, son élargissement aurait lieu au bout de vingt-quatre heures, s’il ne survenait point d’autres charges contre lui (il était alors une heure du matin), de vifs applaudissements accueillirent la décision du tribunal en faveur de Dossonville, qui prononça d’une voix très faible : « Qu’il était vivement pénétré ; qu’à la vérité il avait commis une erreur, mais que son intention n’avait jamais été de nuire à la chose publique. » Lui-même s’attendait si peu au jugement rendu en sa faveur et croyait sa mort tellement inévitable, qu’avant de boire un verre de vin, pendant les délibérations, il dit à celui qui le lui donna : « Ah ! mon cher monsieur, ce verre de vin est le dernier que je boirai de ma vie ! »
Relaxé le 28 août 1792 et sorti de la prison de l'Abbaye, il entra à la Trésorerie nationale pour, officiellement, réduire le trafic de fausse monnaie qui, au fil des mois, prenait de l’ampleur. Pour discréditer la monnaie nationale, des faux assignats furent fabriqués en Grande-Bretagne puis continûment introduits de l’étranger en France et distribués par des royalistes dans les maisons de jeu et ailleurs. Il fut envoyé à Londres par le ministre des finances Clavière du 8 décembre 1792 au 14 décembre 1793 au prétexte de « surprendre les faussaires d’Angleterre (sic)». Le premier Comité de sûreté générale issu de la Convention lui donna à son retour des pouvoirs d’investigation étendus et le chargea de perquisitionner chez les personnes suspectes de faux ou d’usage de faux. Il réussit à identifier et faire arrêter plusieurs faussaires et distributeurs, les fit déférer au Tribunal criminel du département où plusieurs d’entre eux furent condamnés à mort. À dessein, Dossonville fit suspendre l’exécution de quelques-uns et, pour prix d’une grâce, ils se firent indicateurs et devinrent par la suite les instruments de la politique de Terreur du Comité de sûreté générale refondé depuis septembre 1793. Ce sont ces condamnés en sursis, tels que Guillaume Armand, l’ex-comte Dulac ou l’ex-comte de Ferrières-Sauvebœuf qui inventèrent des conspirations chimériques et rédigèrent de fausses dénonciations contre tous ceux que Dossonville et ses employeurs désiraient éliminer.
Le fonctionnement du Comité de sûreté générale chargé de traquer les « suspects » était celui d’une police politique avec les mêmes fins et les mêmes moyens. Beaucoup de contemporains dont Napoléon, plusieurs historiens français ou anglo-saxons, ont soutenu, avec quelque vraisemblance, qu’il y eut, sous la Terreur, une faction désorganisatrice qui, poussant à la répression la plus aveugle au prétexte du salut public et de la guerre, faisait le jeu de la coalition, et de la Grande-Bretagne en particulier. Or, quand on observe le parcours de Dossonville depuis le début de la Révolution, que l’on examine attentivement les dossiers de police le concernant – ils ont à peine été regardés par M. d’Hauterive, biographe de Dossonville, qui voit en lui un aimable Figaro –, on ne peut douter que celui-ci ait été un des espions salariés du gouvernement britannique. Un dossier des Archives nationales conserve encore les reçus de fortes sommes d’argent remises par Lord Wyndham à l’épouse de Dossonville.
À la suite d'une fausse manœuvre de sa part – un chantage contre des suspects ayant mal tourné pour lui –, Dossonville fut, à l’initiative du député Alquier, qu’il impliqua plus tard dans le prétendu « complot de l’étranger », incarcéré trois mois entre le 6 septembre 1793 et le 7 janvier 1794 où, sur intervention de Barère, il reprit du service comme agent secret. Le 18 pluviôse an II, (6 février) le Comité de sûreté générale et en particulier Amar et Jagot l’autorisèrent à rechercher non seulement les faux monnayeurs mais tous les « autres ennemis de la fortune et du bonheur public sous quelques dénominations qu’ils existent. » Ils lui donnèrent des moyens illimités pour des missions en province et aussi à l’intérieur des prisons où il avait placé quelques-unes de ses créatures, des « moutons ».
Bien plus tard, Dossonville se vanta d’avoir sauvé la vie de quelques nobles qui l’avaient protégé dans son enfance. Il se vanta aussi d’avoir empêché l’incarcération de M. de Toulongeon et de sa femme, fille de Dufort de Cheverny. Dufort lui-même croyait lui devoir la liberté et probablement la vie : Dossonville prétendait avoir caché au fond d’un carton l’ordre d’arrestation le concernant. Peu après, voyant que Mme de Salaberry répondait de travers à son interrogatoire, il déclara qu’elle était folle et il la fit interner dans la maison de santé Montprin, rue Notre-Dame-des-Champs. Cependant, le comte de Salaberry, qui en savait long sur le personnage, fut exécuté.

## Maître chanteur
Depuis 1793, la Terreur donnait lieu à toutes sortes de chantages des agents et administrateurs de police contre les suspects souvent riches, qui préféraient payer de fortes sommes plutôt que d’être arrêtés. Le « mémoire » publié par le comte de Mesnil-Simon et par quelques autres dont les langues se délièrent en l’an III, établissent clairement le chantage dont ils ont été l’objet sous la Terreur. On payait pour neutraliser un ordre d’arrestation, pour obtenir un passeport, un certificat de civisme ou de résidence, et sans garantie, comme beaucoup en firent l’amère expérience.
Le trafic de rançonnement s’exerçait bien entendu dans les prisons parisiennes où, contre argent, plusieurs détenus obtinrent d’être placés dans des maisons de santé. Dossonville ne manqua de profiter de l’aubaine : il avait, dans son portefeuille, des ordres d’arrestation signés par Amar, Vadier ou Jagot qu’il ne mettait pas à exécution si les gens concernés acceptaient un arrangement. Il aurait proposé à l’abbé d’Espagnac, puis au duc de Luynes de s’évader de prison, moyennant 200 000 livres, quitte à le rattraper trois jours après. Il fit la même offre aux frères Magon de la balue et de La Lande, richissimes banquiers malouins. Il se rendait fréquemment en prison pour consulter Ferrières-Sauvebeuf, qui, ayant vécu dans l’ancienne société des « ci-devants », lui servait d’indicateur sur le niveau de fortune des détenus. il fit encore chanter le banquier Cottin et surtout Marie Babin de Grandmaison, jeune et jolie cantatrice, amie du baron de Batz, détenue de ce fait à la prison Sainte-Pélagie et qu’il fit envoyer à l’échafaud avec sa toute jeune servante de dix-huit ans, témoin de ce chantage. Dans la même fournée, celle dite des « chemises rouges », il amalgama les citoyens Burlandeux, Paumier, Caradec de Kerloury et Egré, qu’il avait inlassablement persécutés lorsqu’ils étaient en prison à la Force, également le comte de Mesnil-Simon et son ami le comte de Sartines. La loi du 22 prairial a ainsi permis à Dossonville et ses employeurs, au prétexte de conspirations imaginaires, d’éliminer à leur gré tous les témoins de leurs forfaits puisque les débats publics avaient été supprimés. 
Ses employeurs Élie Lacoste, Amar, Jagot, Voulland et Vadier, principalement, lui ayant demandé de créer des conspirations contre-révolutionnaires, dans le but de se débarrasser pêle-mêle de leurs ennemis politiques et de déjouer les tentatives des royalistes de l’intérieur qui gênaient les plans des coalisés (le gouvernement britannique visait non pas le rétablissement de la monarchie des Bourbons mais la mainmise sur ses colonies et un morcellement du territoire français), Dossonville fut à l'origine du renvoi, devant le Tribunal révolutionnaire, de centaines de personnes. Ces hécatombes qui atteignirent leur apogée en prairial, messidor et thermidor aboutissaient à renforcer la coalition des puissances étrangères dans une même indignation, et d’empêcher la reconnaissance de la République par les états disposés à la neutralité. Ces manœuvres visaient enfin à jeter la discorde au sein de la Convention et par là, à l’avilir.
Dossonville est à l’origine, dès germinal an II, du montage et de la révélation du soi-disant complot de l’étranger, le grand procès truqué du 29 prairial au cours duquel on condamna cinquante quatre personnes - à la tête desquelles Henri Admirat et Cécile Renault -, qui pour certaines ne s’étaient jamais vues et qui allèrent à la mort revêtues de la même chemise rouge des assassins et empoisonneurs (la « procession des cardinaux » s’amusait Barère qui était probablement, avec son vieil ami Vadier, l’inspirateur de cette tragique mascarade).

## Après le 9 thermidor
Le 9-Thermidor, Dossonville se glissa dans le camp des vainqueurs - c’est-à-dire les anciens terroristes et les députés à mauvaise conscience qui avaient renversé Robespierre -, fit main basse sur divers documents précieux dont les papiers de Couthon, et il chercha à se faire bien voir en faisant arrêter un certain nombre de ses collègues policiers pour les livrer à la guillotine. En toutes circonstances, Dossonville rafle les papiers de ceux, arrêtés ou condamnés, qui peuvent servir ses intérêts et le protéger ultérieurement.
Le 3 fructidor an II, le Comité de sûreté générale le fit arrêter pour le contrôler. Dans la nuit du 20 au 21 août 1794, Dossonville fut, paraît-il, surpris dans son lit, 12 rue des Fossés-Montmartre puis conduit à l’hôtel-prison de Talaru, un traitement de faveur. Officiellement, Tallien le soupçonnait « d’être au courant d’intrigues politiques ou financières le concernant, de tripotages dirigés par le journaliste Richer-Sérizy. En réalité, Amar, chef du Comité de sûreté générale, avait reçu une dénonciation contre Dossonville, la veille même du 9 thermidor, selon laquelle ce dernier avait en main un dossier dans lequel étaient mis en cause Louis Legendre Tallien et Merlin de Thionville. Le coup d’État ayant réussi, ces conventionnels, anciens représentants en mission et suspects de prévarications, le firent écrouer pour le faire taire. Mais Amar et les membres des anciens comités, qui redoutaient les révélations qu’il pouvait articuler à leur encontre, avaient, eux, intérêt à le ménager: « La connaissance parfaite que vous avez des causes de ma détention et votre conscience, écrit-il avec une pointe de menace à Amar, doivent vous dire que je ne devrai pas y être ni même y avoir été ».
Emprisonné, Dossonville ne fut en définitive chargé que par trois de ses créatures, les « moutons » des prisons, Armand, Dulac et Dumonceaux, qui l’accusèrent d’avoir dévalisé ses victimes et de les avoir eux-mêmes obligé à rédiger de fausses accusations contre des innocents, notamment le jeune Sainte-Amaranthe âgé de seize ans et exécuté en chemise rouge avec sa mère et sa sœur de dix-huit ans. Le policier fut transféré à la prison Saint-Lazare, puis à Port-Libre, à la prison du Luxembourg et au Plessis. Ces accusations et celles de malheureuses victimes miraculeusement réchappées de l’échafaud ne furent pas relayées par les comités thermidoriens, sinon par le citoyen Lebois qui chercha vainement à le renvoyer devant un tribunal, Dossonville bénéficia de l’amnistie générale votée par la Convention après la ratification de la constitution de l'an III et il fut libéré au bout de quatorze mois, le 29 octobre 1795. Il reprit de l’emploi le 2 janvier 1796 dans la police sous le ministère Cochon de Lapparent, illusionnant les anciens jacobins et royalistes constitutionnels sur ses opinions réelles : tous ignoraient qu’il entretenait une correspondance avec Wickham, agent britannique en Suisse et agent recruteur d’espions à la solde de son gouvernement. Sorte de Janus à trois visages, Dossonville serait au contraire intervenu pour arrêter les membres de la conspiration des Égaux : Gracchus Babeuf, Javogues - dont Fouché redoutait les indiscrétions sur sa mission à Lyon - et quelques autres, ce qui en dit long sur son attachement aux principes républicains et à la démocratie. Il fut également cité dans la mystérieuse affaire de l’assassinat du banquier Petit du Petival et on commençait à le soupçonner d’être un agent de la Grande-Bretagne. 
Les dénonciations, issues de citoyens de tous bords persécutés par lui, continuaient pourtant de pleuvoir. Un article de l'Ami du peuple relate une arrestation au cours de laquelle il avait mis dans sa poche une montre en or et divers objets précieux. Il était aussi question de ses liens avec les maisons de jeux et ses chantages exercés sur leurs tenanciers. Il fut accusé d’avoir fait chanter Mlle Bourgoin, sœur de l’actrice de ce nom, dont il avait cherché à se débarrasser en prétendant l’envoyer avec plusieurs de ses amies à la guillotine. Une déclaration de grossesse l’avait sauvée, elle et quatre autres jeunes femmes. Dossonville qui semblait plombé par les affaires louches paraissait pourtant jouir d’une étonnante impunité. À cette époque, on le vit en relation avec l’ex-général Miranda, alors agent secret à Paris du gouvernement britannique, et qui fut expulsé de France pour ce motif en 1798.
Impliqué après le coup d'État du 18 fructidor an V avec d’anciens députés et quelques agents des puissances étrangères, il fut déporté en Guyane. Il trouva là encore des complicités pour s’évader dans des conditions rocambolesques, avec le général Pichegru. Il parvint à Londres, où il retrouva Francisco de Miranda et où il eut des entretiens avec des membres du gouvernement. Il se fit charger d’une mission secrète en Allemagne, fut arrêté par les Autrichiens, et bien qu’il se retournât contre ses commanditaires, il passa tout de même neuf mois en prison.

## Sous le Consulat et le Premier Empire
Sous le Consulat, Fouché, dont les positions envers la Grande-Bretagne n’ont jamais été très claires, le chargea d’organiser à Paris, de concert avec Hyde de Neuville, une contre-police secrète avec les transfuges de l’émigration. Lorsque Hyde de neuville fut confondu, Dossonville fut arrêté et dans ses papiers, on trouva un récépissé indiquant qu’il était toujours payé par le gouvernement britannique. Libéré grâce à Fouché, il se mêla à nouveau d’intrigues.
Arrêté quatre ans plus tard, en pluviose an XII, à cause de ses liens avérés avec le général Pichegru et sa participation aux projets de Cadoudal contre la vie du premier consul, il s’en sortit à bon compte grâce à quelque haute protection. Détenu à Sainte-Pélagie, il eut l’idée de dénoncer à Napoléon Bonaparte les manigances de Fouché, mais passa quand même quelque temps en prison, et fut exilé à Melun. Radié de la police, discrédité, il sombra dans l’alcoolisme.
Il dut attendre la chute de l’Empire pour obtenir un poste de commissaire dans l’île Saint-Louis. Il fut mis à la retraite lors de la révolution de 1830.
Il a laissé des fragments de mémoires - ou ce qui en tient lieu - sous le nom d’« Ossonville », en restant très évasif sur ses activités policières, dont il ne pouvait rien tirer de glorieux. En revanche c’est lui qui, ayant récupéré le manuscrit des mémoires de Sénar, ancien agent du Comité de sûreté générale mort sous le Directoire, le conserva quelques années avant de le céder en 1823 à Alexis Dumesnil après l'avoir copieusement expurgé et réécrit. Il parut en 1824 sous le titre de Révélations tirées de cartons du Comité de sûreté générale.